# Hall’s Tramroad

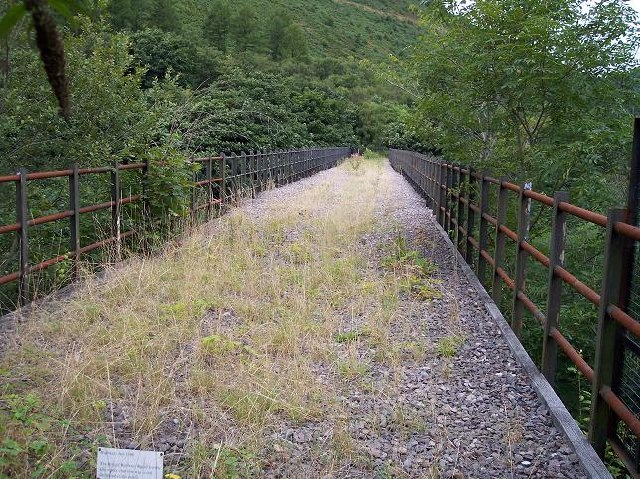
Brücke von Hall’s Tramroad in der Nähe von Crosskeys

Hall’s Tramroad war eine britische Eisenbahngesellschaft in Monmouthshire in Wales.
Benjamin Hall ließ zwischen 1805 und 1811 eine Pferdebahn errichten, die von einer Kohlegrube bei Gwrhay zum Monmouth and Brecon Canal bei der heutigen Ortschaft Crosskeys führte. Hall war der Schwiegersohn des Eisenwerkbesitzers von Cyfarthfa Richard Crawshay und der Vater des späteren First Commissioner of Works Benjamin Hall, 1. Baron Llanover.
1814 wurde die Strecke bis zu den Manmoel-Kohlegruben bei Argoed verlängert. Die Spurweite der Strecke betrug ursprünglich 3 Fuß (914 mm). Um 1828 wurde die Spurweite auf 4 Fuß und 2 Inch (1270 mm) geändert, um einen problemlosen Wagenübergang zur neugebauten Monmouthshire Railway and Canal am Streckenende bei Risca zu ermöglichen.
Die Great Western Railway erhielt am 13. Juli 1876 erhielt  das Recht, Hall’s Tramroad zu erwerben oder zu pachten. Ende 1877 pachtete sie daraufhin die Gesellschaft für 1000 Jahre. Nach dem Umbau auf Normalspur wurde die Strecke im März 1886 von Manmoel bis Penar Junction (Pentwynmawr) und im September 1912 auf der gesamten Länge wieder eröffnet.
Personenverkehr wurde ab dem 14. März 1927 durchgeführt. Die Strecke war bis zum 31. Dezember 1979 in Betrieb.